# Zamek w Radzyniu Chełmińskim
Zamek krzyżacki w Radzyniu Chełmińskim (niem. Rehden) – czteroskrzydłowy krzyżacki zamek komturski z lat 1310-1340, wzniesiony nad brzegiem Jeziora Zamkowego na północ od miasta Radzyń Chełmiński. Obecnie w stanie trwałej ruiny.

## Historia

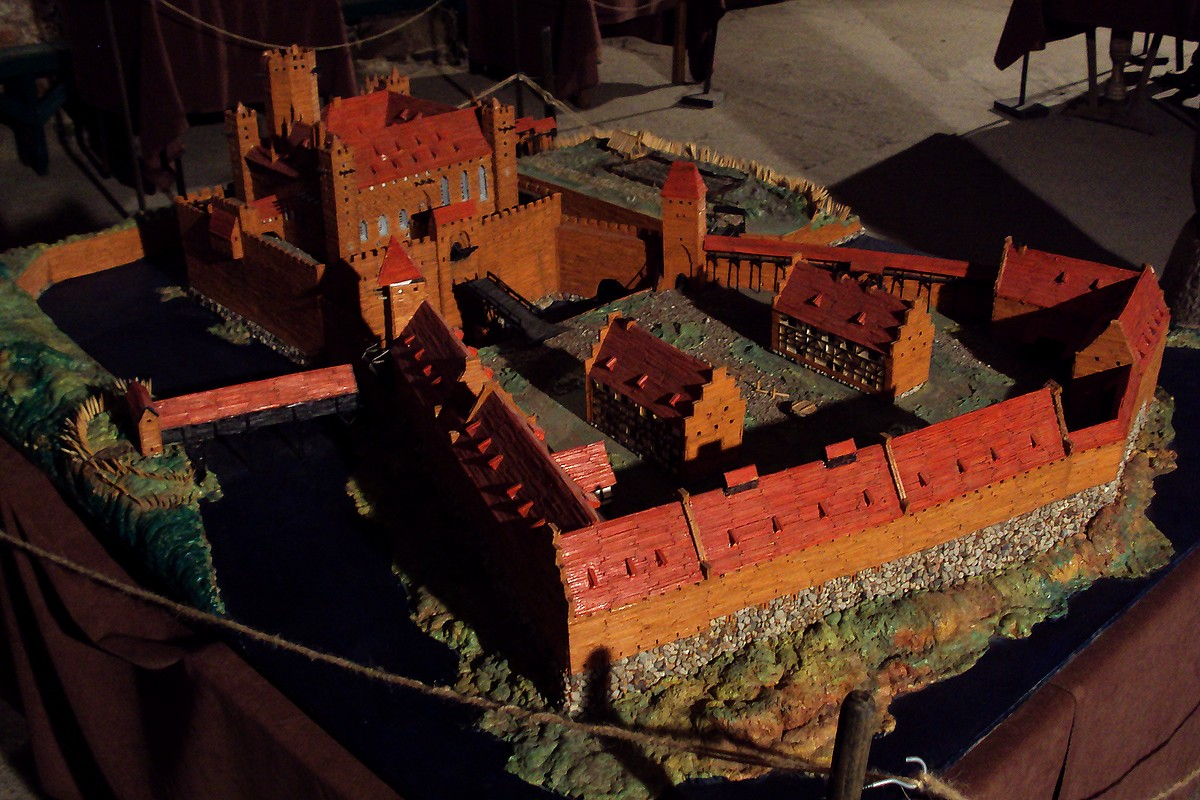
Makieta zamku

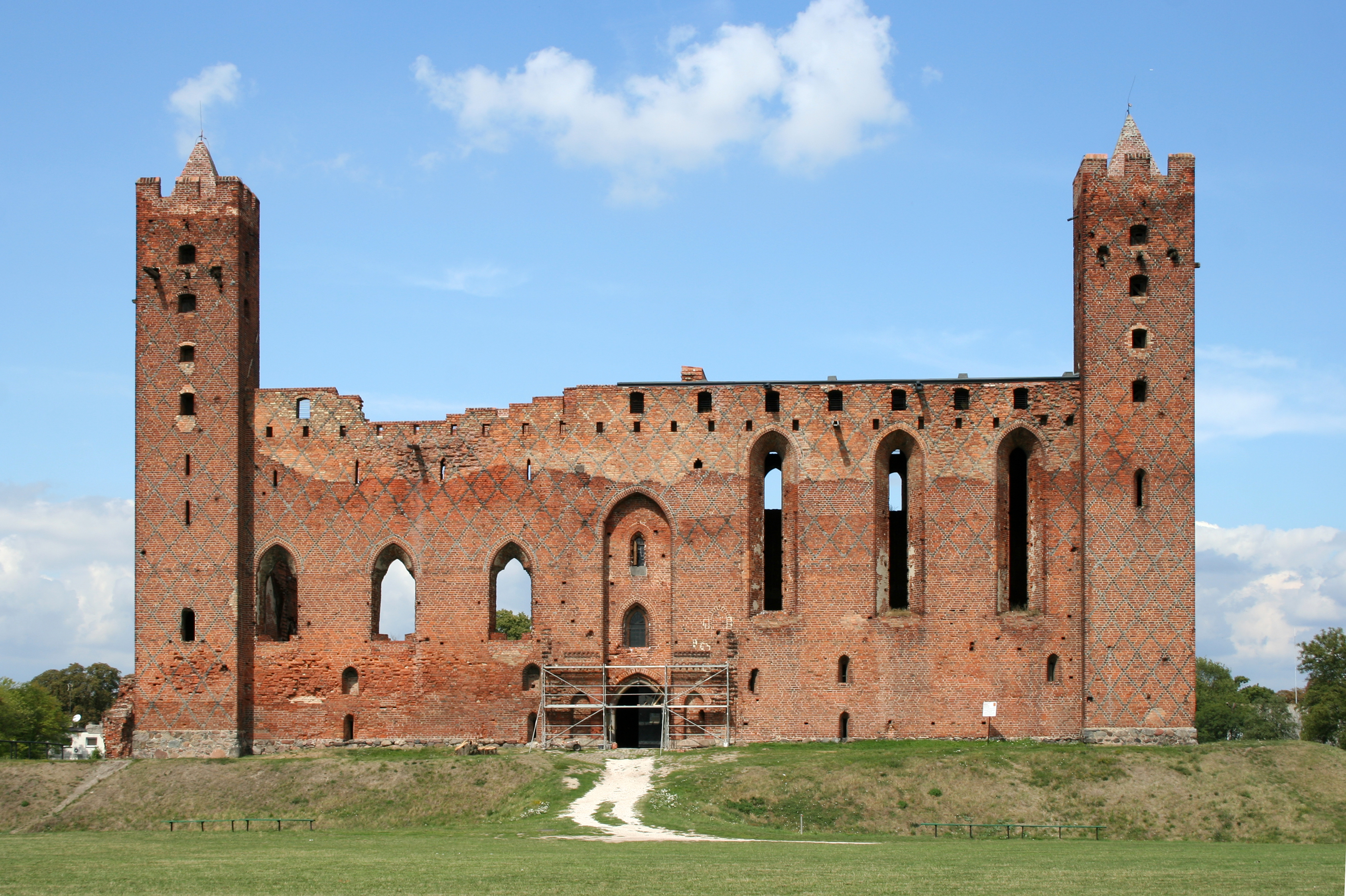
Południowa fasada zamku

W 1234 r. z inicjatywy Hermanna von Balka wzniesiono tu prowizoryczną fortyfikację drewniano-ziemną, która obroniła się w czasie pierwszego powstania Prusów w latach 1242–1249. W latach 1270–1285 konstrukcję drewnianą zastąpiono kolejną, tym razem murowaną. Podczas budowy nieukończona druga warownia została opanowana przez Prusów w 1278 roku. Z tej fazy budowli pozostały do dzisiaj nieliczne relikty w postaci murów parchamu, piwnic pod kaplicą oraz przedzamcza. W latach 1310–1330 zbudowano zamek w znanej dziś czworobocznej formie z narożną wieżą bergfriedem, który został zaprojektowany prawdopodobnie przez tego samego architekta, który wcześniej zbudował zamek w Gniewie i prezbiterium kościoła św. Jakuba w Toruniu. Był to ówcześnie jeden z najmocniejszych zamków na południowych rubieżach państwa zakonnego w Prusach. Od 1251 r. znajdowała się tu siedziba komturii. Po bitwie pod Grunwaldem zamek zdobyły wracające spod Malborka wojska polskie 21 września 1410 r. Według Jana Długosza Władysław II Jagiełło dał w dzierżawę zamek Radzyń Jaśkowi Sokołowi (Jan Sokol z Lamberka, dowódca oddziałów czeskich walczących po stronie polskiej), a w zamku pozostała polsko-czeska załoga, m.in. Jan Žižka. Jednak po I pokoju toruńskim w 1411 r. zamek powrócił w ręce Krzyżaków. Po wojnie trzynastoletniej znalazł się w granicach Prus Królewskich, będąc już od 1454 r. siedzibą polskich starostów. W czasie wojny polsko-szwedzkiej w 1628 roku został poważnie zniszczony w trakcie oblężenia przez Szwedów, a następnie opuszczony.

Po I rozbiorze Polski w 1772 r. zaczął być stopniowo rozbierany przez władze pruskie. Z pozyskanego materiału budowlanego wzniesiono wiele domów w Radzyniu. W 1837 r. na skutek protestów przerwano rozbiórkę, a w dwa lata później rozpoczęto pierwsze prace zabezpieczające. Ruiny były poddawane dalszym zabiegom konserwatorskim w ciągu XIX i XX w. (m.in. odgruzowanie terenu zamku, zabezpieczenie sklepień w piwnicach, zadaszenie kaplicy, następnie w latach 60. XX wieku budowa żelbetowego przekrycia kaplicy).

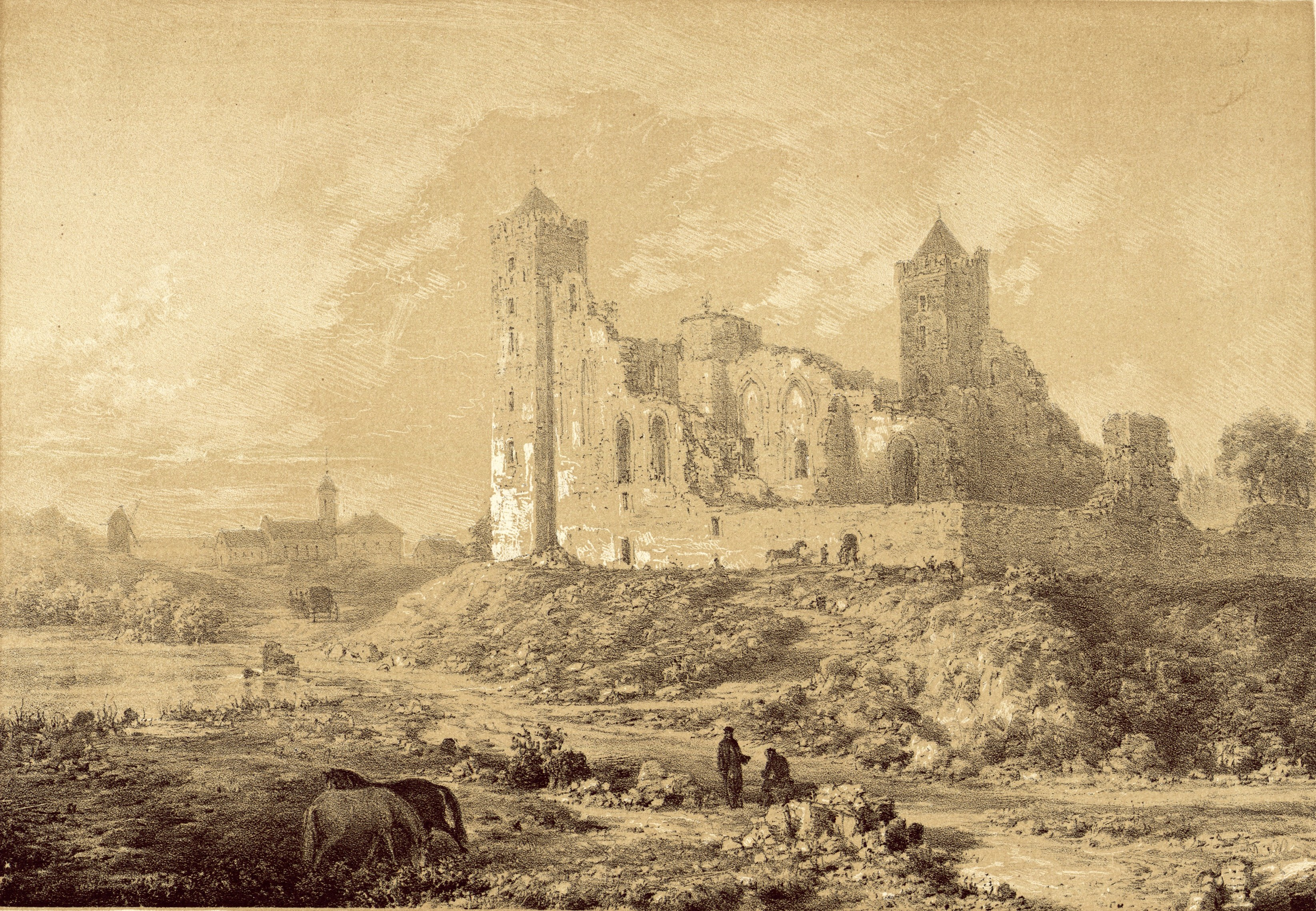
Zamek na litografii Napoleona Ordy (1880)

W 1989 roku odkryto mur obwodowy przedbramia.

## Architektura
Zamek składa się z zamku wysokiego założonego na planie kwadratu o boku 49,4 x 49,6 m, z dziedzińcem z dwukondygnacyjnym krużgankiem, wielką wolno stojącą ośmioboczną wieżą (bergfriedem) w narożu północno-zachodnim oraz mniejszymi czworobocznymi wieżami we wszystkich narożach. Skrzydło południowe akcentowane było przez ozdobne szczyty. W nim też znajdowała się brama wjazdowa, refektarz ze sklepieniem gwiaździstym i kościół. We wschodnim skrzydle znajdował się kapitularz i dormitorium. Na południe od zamku znajdowało się trapezoidalne przedzamcze otoczone murem obwodowym. Być może na wschód od zamku wysokiego znajdowało się drugie przedzamcze.

## Zamek współcześnie
Do dzisiaj częściowo zachowało się skrzydło południowe z kaplicą (bez sklepienia), fasada w prawie pełnej wysokości, dwie narożne wieżyczki, przyległa do niego część skrzydła wschodniego, partie murów pozostałych skrzydeł oraz piwnice. Z przedzamcza zachowały się prawie w całości dolne partie murów południowego i zachodniego. Ruiny zamku są udostępnione zwiedzającym. Jest możliwość wejścia na obie narożne wieże, z których roztacza się rozległy widok na okolicę. W piwnicach znajdują się wystawy m.in. makiet budowli średniowiecznych i narzędzi tortur.
Na terenie zamku kręcone były sceny do filmu Samochodzik i templariusze.